# Kerstin Dunér
Kerstin Hildur Birgitta Dunér (Stockholm, 22 oktober 1932) is een Zweeds actrice en danseres.
Ze was getrouwd met Beppe Wolgers, die op 6 augustus 1986 overleed. In 1999 opende ze in het plaatsje Strömsund een "Beppe Wolgers Museum" ter nagedachtenis aan haar man. Met hem was ze ook te zien in de film Dunderklumpen! uit 1974, waarin ook zijn zoon Jens en dochter Camilla speelden.

## Filmografie
- 1950 - Ung och kär
- 1952 - Kalle Karlsson från Jularbo
- 1953 - Vägen till Klockrike
- 1956 - 7 vackra flickor
- 1956 - Flickan i frack
- 1958 - Bock i örtagård
- 1958 - Mannekäng i rött
- 1959 - Fridolfs farliga ålder
- 1974 - Dunderklumpen!